# I-69 Ilulissat
I-69 Ilulissat ist ein grönländischer Fußballverein aus Ilulissat.

## Geschichte
I-69 Ilulissat wurde 1969 als zweiter Verein der Stadt nach N-48 Ilulissat gegründet.
I-69 Ilulissat wurde erstmals 1972 im Zusammenhang mit der Grönländischen Fußballmeisterschaft erwähnt, als die Mannschaft als vorläufiger Teilnehmer gemeldet war. Es ist jedoch kein Spiel überliefert, das bezeugt, dass der Verein wirklich teilgenommen hätte. Im Folgejahr qualifizierte sich I-69 Ilulissat erstmals für die Schlussrunde und erreichte womöglich sogar die Vizemeisterschaft. Auch 1975 konnte der Verein die Schlussrunde erreichen und wurde Dritter, ebenso wie 1976. In den Jahren danach ging die Vormachtstellung in der Stadt an N-48 Ilulissat verloren und I-69 konnte sich nicht mehr für die Schlussrunde qualifizieren. Erst für 1988 ist der Verein wieder erwähnt, als er sich ebenso wie N-48 für die Schlussrunde qualifizieren konnte. Beide Mannschaften trafen im Halbfinale aufeinander, das mit einem Sieg für N-48 endete. I-69 erreichte Platz 3. 1989 und 1990 wurde I-69 Letzter in seiner Qualifikationsgruppe. 1991 gelang wieder die Qualifikation für die Schlussrunde, bei der die Mannschaft aber nach drei Niederlagen Letzter wurde. In den folgenden zwei Jahrzehnten nahm I-69 Ilulissat nicht an der Schlussrunde teil. Erst 2013 konnte sich die Mannschaft wieder qualifizieren, verlor alle drei Gruppenspiele, siegte im Halbfinale der Gruppenverlierer und wurde am Ende noch Sechster. Nachdem die Mannschaft in den folgenden zwei Spielzeiten deutlich die Qualifikation verpasste, hat sie seit 2016 nicht mehr an der Meisterschaft teilgenommen.

## Platzierungen bei der Meisterschaft
- 1969: unbekannt
- 1970: unbekannt
- 1971: unbekannt
- 1972: unbekannt
- 1973: Platz 2/3/4 (von 4)
- 1974: unbekannt
- 1975: Platz 3 (von ?)
- 1976: Platz 3 (von 4)
- 1977: unbekannt
- 1978: unbekannt
- 1979: unbekannt
- 1980: unbekannt
- 1981: unbekannt
- 1982: unbekannt
- 1983: unbekannt
- 1984: unbekannt
- 1985: unbekannt
- 1986: unbekannt
- 1987: unbekannt
- 1988: Platz 3 (von 8)
- 1989: nicht qualifiziert
- 1990: nicht qualifiziert
- 1991: Platz 6 (von 6)
- 1992: nicht qualifiziert
- 1993: nicht qualifiziert
- 1994: unbekannt
- 1995: nicht qualifiziert
- 1996: unbekannt
- 1997: nicht qualifiziert
- 1998: unbekannt
- 1999: nicht qualifiziert
- 2000: nicht qualifiziert
- 2001: nicht teilgenommen
- 2002: nicht qualifiziert
- 2003: nicht qualifiziert
- 2004: unbekannt
- 2005: unbekannt
- 2006: unbekannt
- 2007: unbekannt
- 2008: unbekannt
- 2009: nicht qualifiziert
- 2010: nicht teilgenommen
- 2011: nicht qualifiziert
- 2012: unbekannt
- 2013: Platz 6 (von 8)
- 2014: nicht qualifiziert
- 2015: nicht qualifiziert
- 2016: nicht teilgenommen
- 2017: nicht teilgenommen
- 2018: nicht teilgenommen
- 2019: nicht teilgenommen
- 2020: nicht teilgenommen
- 2021: (nicht ausgetragen)
- 2022: unbekannt
- 2023: unbekannt